# Nobel (cráter)
Nobel es un Cráter de impacto perteneciente a la cara oculta de la Luna. Se encuentra en el borde norte de la gran falda de materiales eyectados que rodean la cuenca de impacto del Mare Orientale. A menos de tres diámetros del cráter al sur de Nobel se halla el cráter más grande Elvey, y al oeste-suroeste aparece Pease, más pequeño.
|  |

Se trata de un cráter circular en forma de cuenco, con un borde exterior desgastado. Tres cráteres más pequeños se sitúan sobre el borde norte. El suelo interior es relativamente llano y aparece marcado por varios pequeños cráteres.

## Cráteres satélite

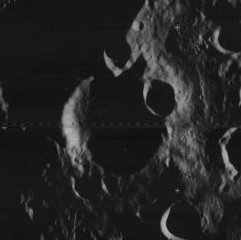
Nobel al paso del terminador lunar

Por convención estos elementos son identificados en los mapas lunares poniendo la letra en el lado del punto medio del cráter que está más cerca de Nobel.
|       | \| Nobel \| Coordenadas \| Diámetro \| \| ----- \| ------------------------------- \| -------- \| \| B \| 17°18′N 99°30′O / 17.3, -99.5 \| 24 km \| \| K \| 13°06′N 100°12′O / 13.1, -100.2 \| 20 km \| \| L \| 12°30′N 100°54′O / 12.5, -100.9 \| 38 km \| |          |
| Nobel | Coordenadas | Diámetro |
| B     | 17°18′N 99°30′O / 17.3, -99.5 | 24 km    |
| K     | 13°06′N 100°12′O / 13.1, -100.2 | 20 km    |
| L     | 12°30′N 100°54′O / 12.5, -100.9 | 38 km    |